# Navire de forage

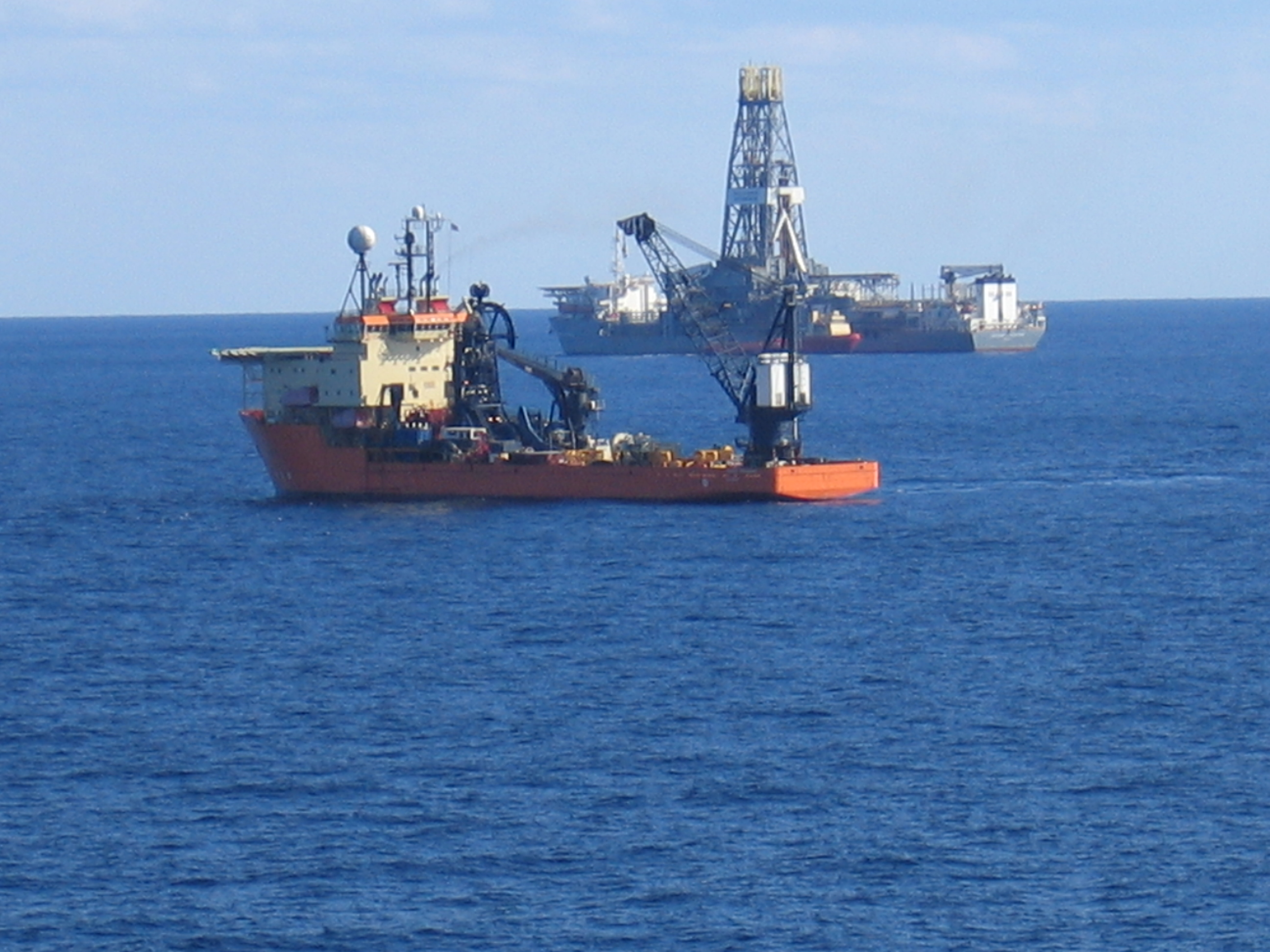
Navire de forage Discover Enterprise au second plan derrière son navire de ravitaillement offshore.

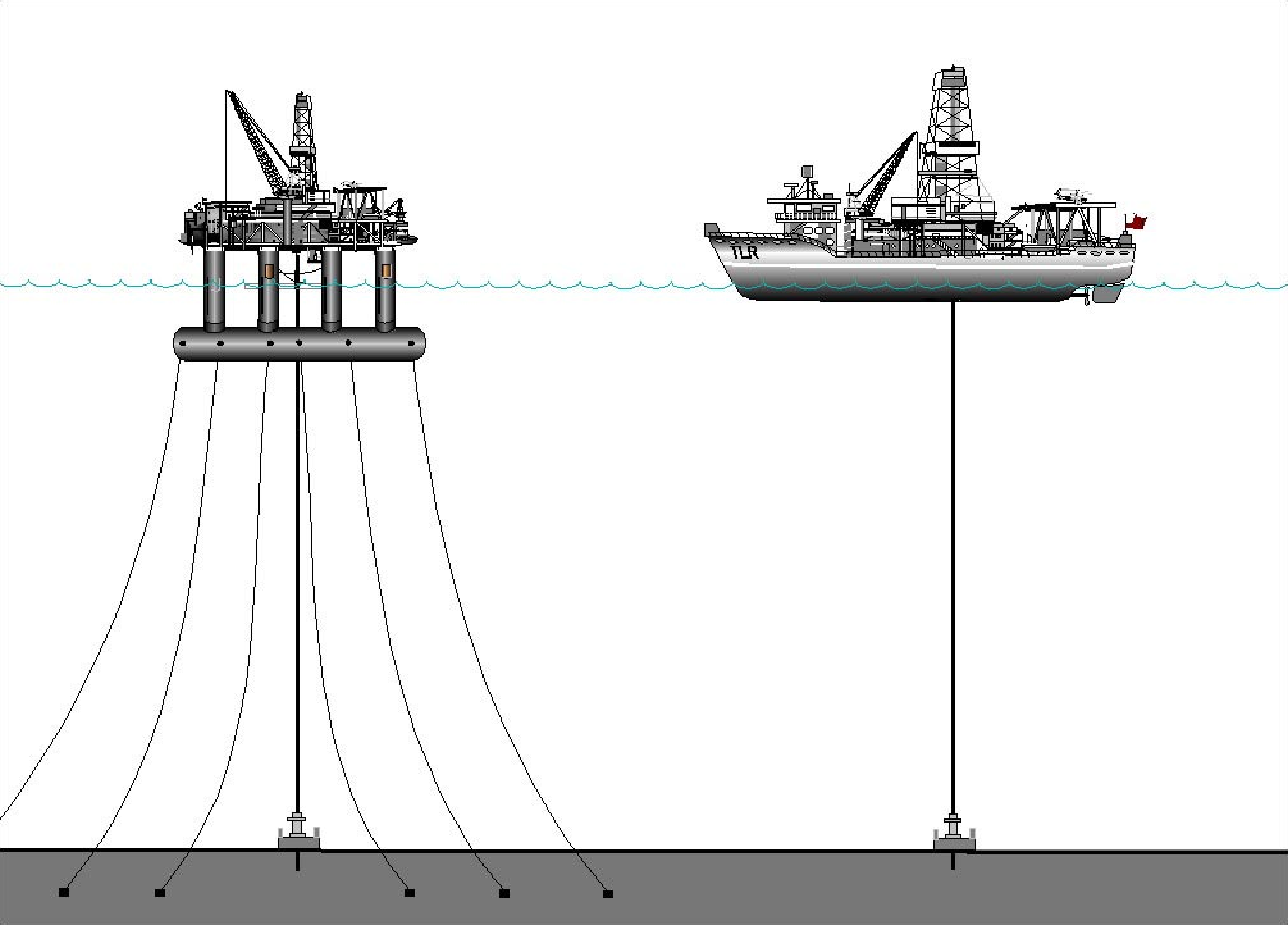
Comparaison entre un navire de forage à droite et une plate-forme semi-submersible de forage à gauche.

Un navire de forage est un bateau équipé d'un matériel de forage. Il est le plus souvent utilisé pour la prospection des combustibles fossiles tels que le pétrole et le gaz naturel, ou à des fins scientifiques (géochimie…). Dans les années 1970-80, certains navires ont même été utilisés pour l'exploitation des nodules polymétalliques comme avec le SEDCO 445, ou le Glomar Explorer. Un système de positionnement dynamique présent à bord permet le maintien de la position du bateau durant les phases de forage du puits.

## Principe du positionnement dynamique
Afin de pouvoir effectuer un forage de plusieurs centaines de mètres de profondeur, le navire de forage doit pouvoir se maintenir parfaitement à la verticale du puits de forage. Pour cela, une balise acoustique est immergée le plus près possible du puits. Ainsi, si la distance entre le bateau et cette balise augmente trop (à cause d'une éventuelle dérive), l'ordinateur de bord chargé de gérer le positionnement dynamique déclenche des moteurs latéraux qui repositionnent le bateau correctement.

## Profondeur
Plus le forage est profond, plus le matériel risque d'être soumis à des températures, pressions, corrosivité et radioactivité élevées des fluides remontés. 
Face à la surexploitation des ressources les moins profondes, des forages de plus en plus profonds sont exécutés par des navires spécialisés. Total a foré en 2016 (dans le cadre d'un permis d’exploration détenu à 50 % par l'entreprise elle-même, à 35 % par ExxonMobil et 15% par Equinor) un forage d'exploration profond à 250 km au large de l'Uruguay par une profondeur d'eau record de 3 400 m. L'objectif du puits se situait ensuite à 3 000 m de profondeur sous le fond marin. Si le forage a été mené à bien, établissant un nouveau record de profondeur d'eau (le record précédent était de 3 200 m), il n'a pas permis de découvrir des hydrocarbures,.